# Annegine Federspiel
Annegine Federspiel (* 21. September 1954 in Kopenhagen; † 15. November 2009 in Odense) war eine dänische Schauspielerin.

## Leben
Ihre Eltern waren die Schauspieler Birgitte Federspiel und Freddy Koch. Beide waren ab 1953 einige Jahre lang miteinander verheiratet. Ihr Großvater Ejner Federspiel war ebenfalls Schauspieler.
Annegine Federspiel absolvierte von 1981 bis 1984 ihre Schauspielausbildung an der Staatlichen Theaterschule in Kopenhagen. Sie stand danach unter anderem am Aarhus Teater, am Odense Teater, am Folketeatret und am Königlichen Theater Kopenhagen als Darstellerin auf der Bühne. Zudem wirkte sie in einigen Filmen und Fernsehserien mit.
Sie starb am 15. November 2009 im Alter von 55 Jahren. Ihre Grabstätte befindet sich auf dem Assistenzfriedhof (Odense).

## Filmografie
- 1985: Mor er major (Fernsehserie)
- 1986: Eddie Holms andet liv (Fernsehfilm)
- 1986: Cirkus Julius (Fernsehserie)